# 波兰 (托莱多省)
波兰，是西班牙卡斯蒂利亚-拉曼恰托莱多省的一个市镇。总面积159平方公里，总人口3411人（2001年），人口密度21人/平方公里。